# Aare
Az Aare (vagy Aar) Svájc leghosszabb folyója (295 km). Vízgyűjtő területe 17 779 km². Esése 1562 m.

## Nevének története
Egyes elméletek szerint az Aar neve szerepel az ókori eredetű, gall nyelven írt berni cinktáblán. A folyó latin neve Obringa volt.

## Útja
A Grimseli-tónál, a Berni-Alpokban ered, az Aar-gleccserben, 2260 m magasban. Több patakkal egyesülve képezi a 75 m magas Handeckfall nevű vízesést, majd keskeny és mély sziklahasadékon folyik át, egyesül a Rychenbachhal, átfolyik a Brienzi- és Thuni-tavakon, és körülárkolja a félszigetszerűen magas fennsíkon fekvő Bern városát. Ezután a Jura hegység déli lábaihoz simul, felveszi a Reusst és Limmat-ot és Koblenznél, Waldshuttal szemben, a Rajnába torkollik. A Thuntól a Rajnáig hajózható.

## Mellékfolyói
- Limmat

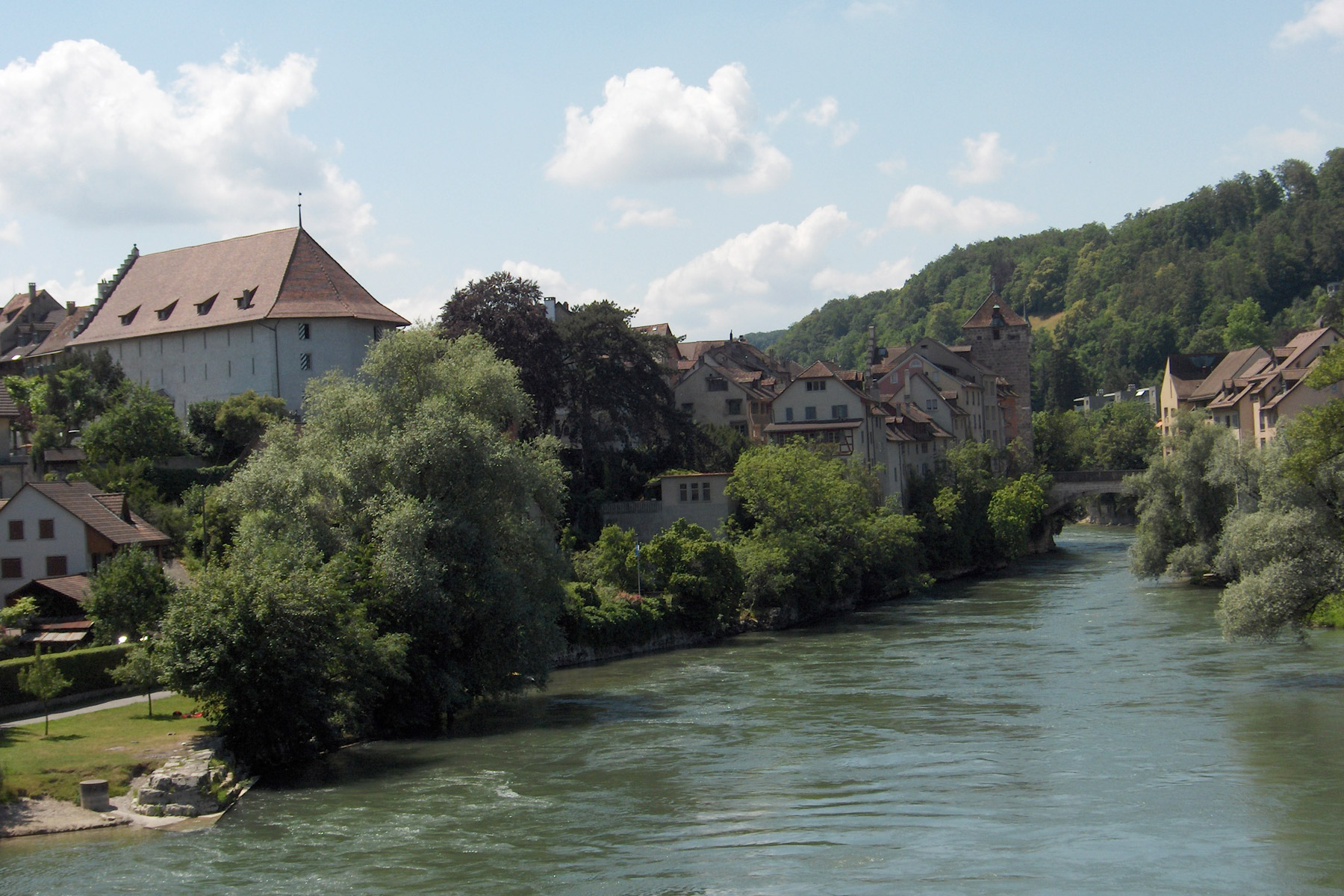
Brugg óvárosa az Aare folyóval

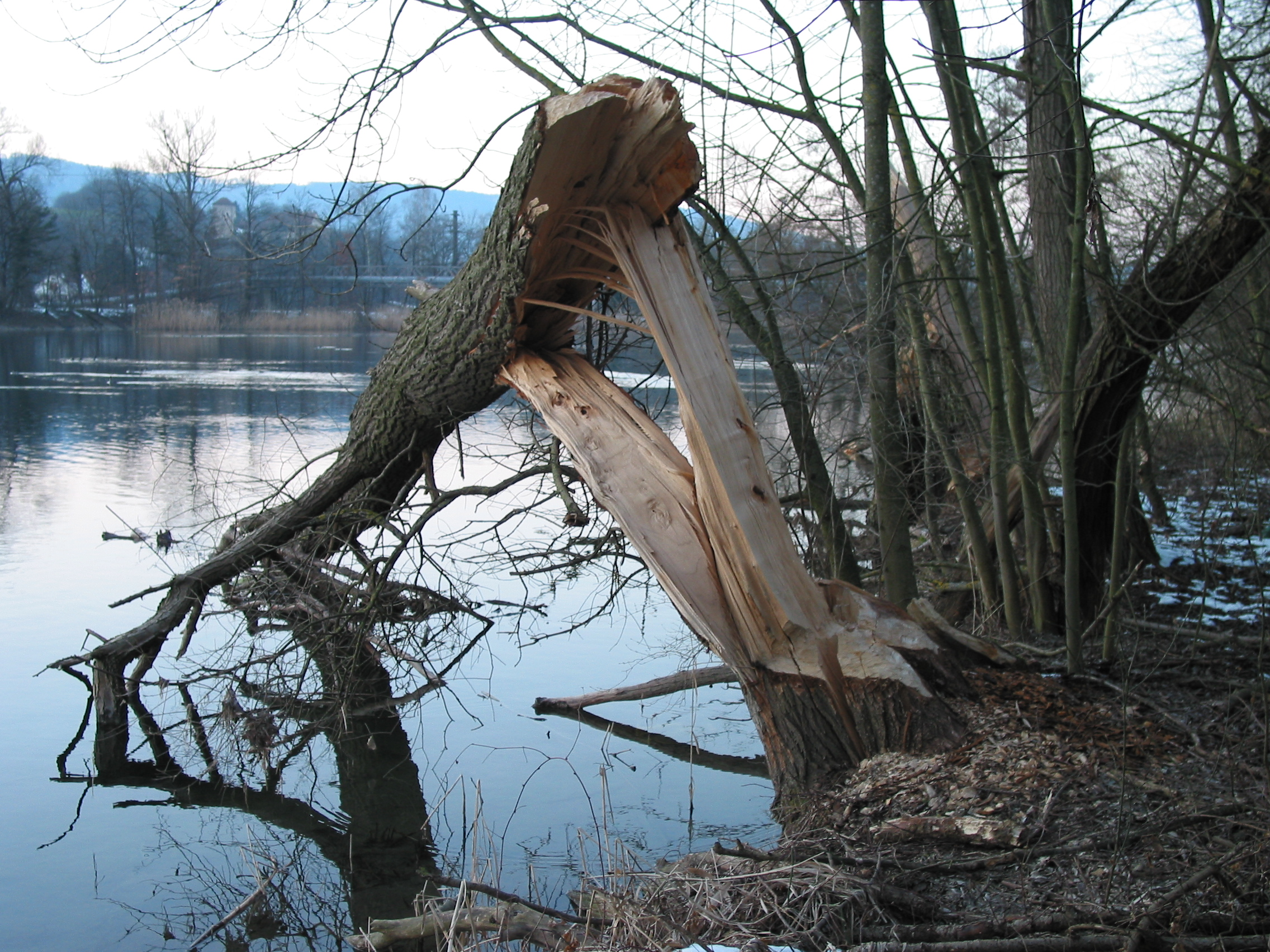
Hódok kidöntötte fa az Aare folyónál

  - Linth (a Zürichi-tó fő táplálója)
  - Sihl
- Reuss
  - Kleine Emme
  - Sarner Aa
  - Engelberger Aa
  - Schächen
  - Furkareuss
- Suhr
- Wigger
- Emme
- Zihlkanal
  - Suze
  - Broye
  - Orbe
- Saane (Sarine)
  - Sense
- Kander
  - Simme
  - Allenbach
- Lütschine